# Prisaca (okręg Bacău)
Prisaca – wieś w Rumunii, w okręgu Bacău, w gminie Berești-Tazlău. W 2011 roku liczyła 466 mieszkańców.